# 橋本優子
橋本 優子（はしもと ゆうこ、1975年10月26日 - ）は、日本のモデル、CFタレント。フロント所属。
2000年より扶桑社発行のファッション雑誌『LUCi』(2008年2月号にて休刊)の専属モデルとして活躍。趣味・特技はボディボード、スノーボード、スケートボード。

## 来歴
高校2年生の時、原宿でスカウトされてモデル業界入り。ファッションショー出演の他、1995年に資生堂と契約し同社のキャンペーンモデルを2000年まで務め、以降CF・雑誌などの媒体で多数の企業広告に出演。
2009年12月、既に妊娠6ヶ月であり2010年春に出産予定であることと2009年10月にサッカー選手の鈴木隆行と結婚していたことが合わせて報じられた。2010年2月14日に第一子（女児）、2013年1月に第二子（男児）を出産した。
同じ事務所の甘糟記子とは大の仲良しで、甘糟のブログに度々登場している。

## 主な出演

### 雑誌
- MISS（世界文化社）
- SAKURA 他

### ファッションショー
- 東京コレクション
- YUMI KATSURA（桂由美）
- SHINICHIRO ARAKAWA（荒川眞一郎）　他

### CM
- 資生堂企業CM（1995年～）
  - 『レシェンテ』（1995年）
  - 『ヴィーティスマイルド』（1995年）
  - 『ラステア』（1996年）
  - 『AQUAIR薬用Cパック美白ウォーター』（1999年）
- エイデン『携帯電話』（1995年）
- 出雲殿『ハニーハネムーン』（1995年、1996年）
- 京成電鉄『スカイライナー』（1995年）
- マツダ『ボンゴブレンディ』（1995年） 島田紳助と共演
- 三菱自動車『パジェロ』（1996年）
- 東ハト『ハーベスト』（1996年）
- 麒麟麦酒『キリンラガービール』（1996年）
- キャリアスタッフ（1998年） 稲垣吾郎と共演
- 東京シティ競馬『トウィンクルレース』（2002年）
- 大塚製薬『野菜の戦士』（2002年）
- マスターフーズ『シーザー』（2006年）
- 日本コカ・コーラ『アクエリアス アクティブ ダイエット』（2007年）
- 花王『クリアクリーンホワイトニング』（2008年）